# 陶湘旧居
陶湘旧居又称陶氏旧居，建于1933年，是上海三新纱厂总办，上海轮船招商局董事兼天津分局经理，天津中国银行经理，天津华新、裕元、北洋等纱厂经理，北京、上海交通银行经理陶湘在天津的故居。位于当时的天津英租界的伦敦道（今和平区成都道14号），该建筑目前是天津市文物保护单位和一般保护等级历史风貌建筑,并作为天津五大道近代建筑群的重要组成部分，被中华人民共和国国务院批准为全国重点文物保护单位。

## 历史
陶湘旧居是陶湘之子陶祖椿委托天津乐利工程公司（Loup & Young）荷兰籍建筑师乐伦森设计的住宅，图纸完成于1932年4月28日，建成于1933年。陶家在这里住了六年后，于1939年全家迁至北京海淀燕京大学居住。据1941年4月7日的图纸记录表明，该建筑曾进行了改建，但主体结构变动不大。1997年6月2日，该建筑被天津市人民政府列为天津市文物保护单位。2007年，成都道贞源里地块数十栋建筑被拆除，成都道2-20号的老建筑均被拆掉，只留下陶湘旧居。

## 建筑
陶湘旧居原占地面积421平方米，建筑面积497平方米，现存建筑面积为390.737平方米，为四层钢混结构楼房，是一幢立体主义风格建筑。该建筑依据用地范围和功能需要可分为三个院落，即一个主院落和两个附属院落。起居室（客厅）为两层跃层式，在二层部分设有一个内部挑出的平台，在这里可俯视整个客厅，并与其后面的餐厅空间相通。起居室南面设有落地窗，东面设有横向长窗，南门、窗外为一个休闲平台。建筑二楼书房设有转角窗，三层和四层为卧室。三层的主卧室设有转角窗，窗外设有一个大阳台，三层也设有一个大平台。半圆形楼梯间顶部突出于三层以上。

## 内部链接
- 陶茂正故居